# Comtat d'Orleans (França)
El comtat d'Orleans fou una jurisdicció feudal del Regne Franc centrada a Orleans, vigent entre principis del segle IX fins a finals del següent segle. El primer comte esmentat fou Adrià, cunyat de Carlemany (germà d'Hildegarda † 783, esposa de l'emperador) i comte palatí del Rin. Hauria mort el 821 i probablement el va succeir Matfrid d'Orleans que exercia ja el 827 i fou destituït vers el 828; el 827 Matfrid fou enviat al regne d'Aquitània per assistir a Pipí I d'Aquitània (fill de Lluís), que havia estat enviat amb l'exèrcit per ajudar a Bernat de Septimània a fer front a la revolta d'Aissó que tenia el suport de l'emirat de Còrdova. L'altra comte designat per aquesta missió fou Hug de Tours. Els dos eren partidaris de Lotari I i s'oposaven a l'emperadriu Judit de Baviera, que era valedora de Bernat. Així l'ajut enviat al comte de Barcelona va avançar amb extrema lentitud donant temps a Aissó, Guillemó i els altres partidaris de l'antic comte Berà a devastar el que fou després la Catalunya central i retirar-se amb seguretat i un botí considerable cap a territori musulmà abans de l'arribava de l'exèrcit de socors. El febrer del 828 en la dieta general de l'imperi, Matfrid fou privat dels seus honors però el 830, va recuperar el comtat d'Orleans que havia estat cedit a Odó cosí de Bernat de Septimània; per influència del ministre Vala de Corbie l'assemblea del regne li va retornar les dignitats i honors; però restablert Lluís al Pietós al tron a la tardor del 830, va ser jutjat altre cop a la Dieta d'Aquisgrà el 831 i condemnat a mort, rebent la gràcia de l'emperador que li va confiscar els béns i el va enviar desterrat a un monestir, si bé al cap de pocs mesos va poder retornar i recuperar els seus béns patrimonials però no pas Orleans.
- ?-821: Adrià (vers 760 - 821). Fill de Gerold I de Vintzgau i d'Emma d'Alamània, cunyat de Carlemany, comte palatí del Rin.
- 827 - 828: Matfred (?- després de 836).
- 828 - 830: Eudes o Odó (vers 790 - 834), fill d'Adrià i de Waldrada de Wormsgau.
- 830 - 831: Matfred segona vegada
- 831 - 834: Eudes o Odó segona vegada
- 834 - 866: Guillem d'Orleans (?- † 866), fill, decapitat per traïció per orde de Carles el Calb.
- 866: Robert el Fort (vers 815 - 866), comte d'Anjou i de Tours (852), abat laic de Marmoutier, comte de Blois i d'Orleans, abat laic de Marmoutier a Saint-Martin de Tours
- 866 - 888: Eudes o Odó, fill, comte de París, abat laic de Saint-Germain des Prés, de Saint-Amand, de Saint-Denis, comte d'Anjou, de Tous, de Blois i d'Orleans, abat laic de Marmoutier, rei de França el 888. Hug l'Abat en tenia la tutela (866-886)
- 888 - 923: Robert I (865 - 923), germà, rei dels Francs (922-923).
- 923 - 956: Hug el Gran, fill
- Hug Capet (956 - 987), fill, rei de França, aporta el comtat a la corona.

Posteriorment va existir el feu amb títol ducal a partir de 1344, amb alguns períodes de retorna a la corona. Vegeu Ducat d'Orleans.